# Обинг
Обинг (нем. Obing) — община в Германии, в земле Бавария. 
Подчиняется административному округу Верхняя Бавария. Входит в состав района Траунштайн.  Население составляет 3978 человек (на 31 декабря 2010 года). Занимает площадь 43,75 км².
Коммуна подразделяется на 60 сельских округов.